# 山西利和
山西 利和（やまにし としかず、1996年2月15日 - ）は、日本の陸上競技選手。専門は競歩。男子20km競歩の世界記録保持者。

## 経歴・人物
京都府長岡京市出身。長岡京市立長岡第三中学校の時は3000mを走るトラックランナーであり、奈良県生駒市陸上競技協会主催の北和記録会での出場成績が現存している。中学時代は陸上競技に励む傍ら、学習塾の成基学園アストロ（長岡京）に通い、京都市立堀川高等学校に進学した。
高校進学後、陸上競技部の先輩が歩く姿に興味を持ってトラックから競歩へ転向。高校3年の時に第8回世界ユース陸上競技選手権大会（ウクライナ・ドネツィク）に日本代表選手として出場し、男子10000m競歩で41分53秒80のタイムで日本人選手として同種目初優勝を果たす。また平成25年度全国高等学校総合体育大会（大分県）の陸上競技男子5000m競歩で当時の大会記録を更新する20分55秒24で優勝した。
高校卒業後は京都大学工学部物理工学科へ進学する。大学4回生の時に2017年夏季ユニバーシアード（中華民国・台北市）に出場し、1時間27分30秒で金メダルを獲得した。
大学卒業後はトヨタグループの愛知製鋼へ入社し、引き続き陸上競技選手として活動。
2019年10月4日に実施された世界陸上選手権男子20km競歩にて、酷暑多湿の気候を物ともせずに1時間26分34秒で金メダルを獲得した。
2021年8月5日に実施された東京オリンピックの20km競歩（札幌）では、17km付近まで先頭集団を引っ張り、最終的に銅メダルを獲得した。
2022年7月15日、世界陸上男子20キロ競歩で2連覇、金メダルを獲得。
2025年2月16日に行われた第108回日本選手権20km競歩において1時間16分10秒の世界新記録で優勝し、世界選手権代表に内定。